# بمب‌گذاری سوروچ ۲۰۱۵
بمب‌گذاری سوروچ ۲۰۱۵ در منطقه سوروچ، استان شانلی‌اورفه ترکیه، در حدود ساعت ۱۲:۰۰ به وقت محلی و در تاریخ ۲۰ ژوئیه ۲۰۱۵ و خارج مرکز فرهنگی آمارا به وقوع پیوست. در گزارش‌های اولیه که بر روی خروجی رسانه‌های خبری قرار گرفت، تلفات این بمب‌گذاری ۳۲ کشته و بیش از ۱۰۴ زخمی اعلام گردید.